# Chaetogeoica ulmidrupa
Chaetogeoica ulmidrupa är en insektsart som beskrevs av Zhang, G.-x. 1998. Chaetogeoica ulmidrupa ingår i släktet Chaetogeoica och familjen långrörsbladlöss. Inga underarter finns listade i Catalogue of Life.